# Terschelling

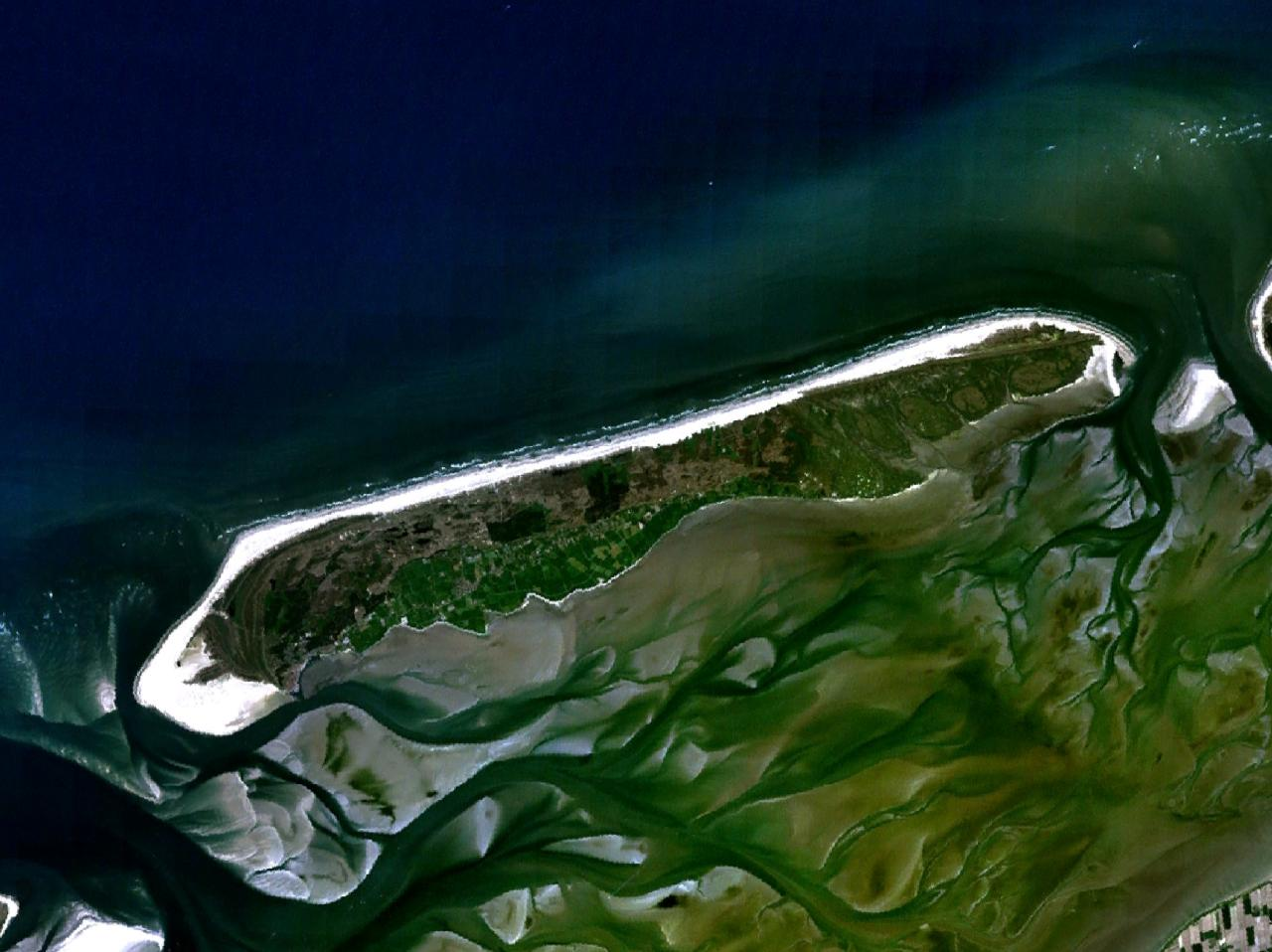

Terschelling (frisiska Skylge; Terschelling-frisiska: Schylge) är en ö och samtidigt en kommun i provinsen Friesland i Nederländerna. Kommunens totala area är 674,00 km² (där 585,90 km² är vatten) och invånarantalet är 4 737 invånare (2005). Huvudort är West-Terschelling (frisiska: West); andra byar bland annat Midsland, Formerum, Hoorn och Oosterend.
Terschelling är den tredje ön räknad från väst i den ökedja, kallad de frisiska öarna (nederländska: Waddeneilanden; fy. Waadeilannen), som ligger utmed kusten av Nederländerna, Tyskland och Danmark. Den grunda delen av Nordsjön som ligger mellan ökedjan och fastlandet kallas Vadehavet (nederländska: Waddenzee; fy. Waadsee eller it Waad). Viktigaste näringsgren på Terschelling är turismen. Nationalparken De Boskplaat ligger på öns östra del. Färjeförbindelse finns mellan West-Terschelling och hamnstaden Harlingen på fastlandet.
Willem Barents, upptäcktsresanden som utforskade nordostpassagen, föddes på ön. Högre sjöfartsskolan i West-Terschelling är uppkallad efter honom (Maritiem Instituut Willem Barentsz).